# سیارک ۶۱۱۹۰
سیارک ۶۱۱۹۰ (به انگلیسی: 61190 Johnschutt، نامگذاری:2000NF29) شصت و یک هزار و صد و نودمین سیارک کشف شده‌است که در ۱ ژوئیه ۲۰۰۰ کشف شد.